# رمزی گرمو
رمزی گرمو (زاده در زاخو، عراق در ۵ فوریه ۱۹۴۵)، اسقف اعظم کاتولیک آشوریکلدانی تهران در خلیفه گری کلانشهری کاتولیک آشوری-کلدانی است.
گارمو در ۱۳ ژانویه سال ۱۹۷۷ به عنوان یک کشیش تقدیس شد و به خلیفه گری تهران پیوست. در ۵ مه ۱۹۹۵، او توسط پاپ جان پل دوم به عنوان اسقف همکار تهران منصوب شد. کهنوت وی بر عهده پاتریارک کلدانی بابل رافائل اول بیداوید بود که به کمک اسقف اعظم تهران، یوحنا عیسایی و توسط اسقف اعظم ارومیه توماس مریم در ۲۵ فوریه ۱۹۹۶ انجام شد.
در ۷ فوریه سال ۱۹۹۹، رمزی گرمو جانشین عیسایی به عنوان اسقف اعظم تهران پس از درگذشت او شد.
در سال ۲۰۱۹، او اسقف اعظم دیاربکر (آمیدا) (کلدین) ترکیه شد. او در استانبول زندگی می‌کند.